# Aponia aponianalis
Aponia aponianalis är en fjärilsart som beskrevs av Druce 1899. Aponia aponianalis ingår i släktet Aponia och familjen Crambidae. Inga underarter finns listade i Catalogue of Life.